# Plagiosarus literatus
Plagiosarus literatus är en skalbaggsart som beskrevs av Bates 1885. Plagiosarus literatus ingår i släktet Plagiosarus och familjen långhorningar.
Artens utbredningsområde är Guatemala. Inga underarter finns listade i Catalogue of Life.